# Trịnh Khang công
Trịnh Khang công (chữ Hán: 郑康公; trị vì: 395 TCN–375 TCN), tên thật là Cơ Ất (姬乙), là vị vua thứ 24 và cũng là vị vua cuối cùng của nước Trịnh – chư hầu nhà Chu trong lịch sử Trung Quốc.
Cơ Ất là con của Trịnh Cung công – vị vua thứ 21 của nước Trịnh, em của Trịnh U công – vua thứ 22 của nước Trịnh và Trịnh Nhu công – vua thứ 23 của nước Trịnh.
Năm 395 TCN, vua anh Trịnh Nhu công bị giết, người nước Trịnh lập Cơ Ất lên ngôi, tức là Trịnh Khang công.
Nước Trịnh nằm giáp nước Hàn lớn mạnh. Sau khi Trịnh Khang công lên ngôi đã phải quy phục nước Hàn. Năm 394 TCN, đất Phụ Thử nước Trịnh phản Trịnh về hàng nước Hàn.
Năm 385 TCN, Hàn Văn hầu đem quân đánh Trịnh, chiếm đất Dương Thành.
Năm 375 TCN, Hàn Ai hầu đem quân đánh Trịnh, tiêu diệt nước Trịnh.
Sau không rõ kết cục của Trịnh Khang công ra sao. Ông làm vua tất cả 21 năm.
Nước Trịnh từ Trịnh Hoàn công đến Trịnh Khang công tồn tại 432 năm với 24 vị vua thuộc 14 thế hệ.